# 17610 Riggsbee
17610 Riggsbee este o planetă minoră (asteroid), cu un diametru de 8,988 km, din centura de asteroizi. A fost descoperită pe 23 octombrie 1995 la Sudbury⁠(d) de Dennis di Cicco⁠(d). 
Obiectul prezintă o orbită caracterizată de o semiaxă mare de 2,980169 UAi, o excentricitate de 0,01, o înclinație de 10,11215 ° în raport cu ecliptica.